# Gerbillus nancillus
Gerbillus nancillus es una especie de roedor de la familia Muridae.

## Distribución geográfica
Se encuentra principalmente en el centro de Sudán.